# Dubbin’ It Live
Dubbin’ It Live – piąty album koncertowy Black Uhuru, jamajskiej grupy muzycznej wykonującej roots reggae.
Płyta została wydana w roku 2001 przez francuską wytwórnię Tabou 1 Records. Znalazło się na niej nagranie z występu zespołu na festiwalu Paléo w Nyonie w lipcu 2001 roku. Produkcją krążka zajął się Guillaume Bougard. W roku 2006 wspólnym nakładem labelu Taxi Records i Music Video Distribution ukazała się wersja DVD albumu.

## Lista utworów
1. "Party Next Door"
2. "What Is Life"
3. "Here Comes Black Uhuru"
4. "I Love King Selassie"
5. "Bull In The Pen"
6. "World Is Africa"
7. "Solidarity"
8. "Sinsemilla"
9. "Guess Who's Coming To Dinner"

## Muzycy

### Black Uhuru
- Andrew Bees – wokal
- Duckie Simpson – chórki, wokal w utworze "What Is Life"
- Janet "Queen" Kay – chórki

### Instrumentaliści
- Darryl Thompson – gitara
- Robbie Shakespeare – gitara basowa
- Sly Dunbar – perkusja
- Tony "Asha" Brissett – instrumenty klawiszowe